# Susan Kohner
Susan Kohner (Los Ángeles, California; 11 de noviembre de 1936) es una actriz de cine y televisión estadounidense, más conocida por su papel de Sarah Jane en Imitación a la vida (1959), por la que fue nominada a un premio Óscar y ganó un Globo de Oro. Interpretaba a una joven mulata que quería pasar por blanca.
Después Kohner se casó en 1964, y se retiró de la actuación para dedicar tiempo a su familia. Sus dos hijos, Chris Weitz y Paul Weitz, ambos se han convertido en directores de cine, guionistas y actores ocasionales.

## Primeros años y carrera
Nacida como Susanna Kohner en Los Ángeles, Kohner es hija de Lupita Tovar, actriz de origen mexicano que tuvo una carrera en Hollywood, y Paul Kohner, un productor de cine que nació en Bohemia, entonces Austria-Hungría. Su madre era católica, y su padre judío checo. 
La mayoría de los papeles en películas de Kohner vinieron durante la década de 1950 y principios de 1960, incluyendo dos co-protagónicos con Sal Mineo en Dino (1957) y The Gene Krupa Story (1959).
Su papel más notable fue en la película Imitación a la vida, interpretando a Sarah Jane, una joven hija de una afroamericana que pasa como blanca. La película de 1959 fue una adaptación de la versión de 1934 del libro homónimo. La suntuosa y brillante producción de Ross Hunter, dirigida por Douglas Sirk y protagonizada por Lana Turner, fue un éxito de taquilla. Además, Kohner fue nominada a la Mejor actriz de reparto en los Premios Óscar por su papel en la película, y ganó un Globo de Oro como mejor actriz de reparto y uno como Mejor Actriz Revelación.
Después de su papel en Imitación a la vida, Kohner apareció en All the Fine Young Cannibals junto a Natalie Wood y Robert Wagner. Más tarde tuvo papeles como invitada en varias series de televisión, incluyendo Hong Kong, Going my way, y  Temple of Houston. Hizo su última aparición en el cine en el año 1962, coprotagonizando junto a Montgomery Clift Freud, pasión secreta. Se retiró de la actuación en 1964.

## Vida personal
En 1964, Kohner, se casó con John Weitz, un novelista y diseñador de moda de origen alemán. 
Se retiró de la actuación para dedicar tiempo a su familia. 
Tuvo dos hijos con John Weitz, Chris Weitz y Paul Weitz, quienes más tarde se convertirían en directores de cine y productores de Hollywood. Han producido películas tales como American Pie (1999) y About a Boy (2002). Chris Weitz también es conocido por dirigir The Twilight Saga: New Moon (2009), parte de la Saga Crepúsculo.
El 23 de abril de 2010, una nueva impresión de Imitación a la vida (1959) se proyectó en el Festival de Cine de TCM en Los Ángeles, California, a la que fueron invitadas Kohner y la coestrella Juanita Moore. Tras la proyección, las dos mujeres aparecieron en el escenario para una sesión de preguntas y respuestas organizada por Robert Osborne de TCM. Kohner y Moore recibieron ovaciones de la audiencia en pie.

## Premios y nominaciones
Premios Óscar
| Año  | Categoría               | Película            | Resultado |
| ---- | ----------------------- | ------------------- | --------- |
| 1960 | Mejor Actriz de Reparto | Imitación a la vida | Nominada  |